# Santos da Casa
Santos da Casa é uma série itinerante portuguesa transmitida pela RTP em 2003. De autoria de Nicolau Breyner e produzido por Teresa Guilherme S.A. A série foi reposta na RTP Memória em Dezembro de 2020.

## Actores
- Rita Blanco
- Heitor Lourenço
- Nicolau Breyner
- Mina Andala
- Carla Vasconcelos
- Salvador Nery (como Salvador Monteiro)
- Rita Lello
- Cleia Almeida
- Miguel Barros